# Mats Akkerman
Mats Akkerman (1994) is een Nederlands politiek verslaggever, bekend van onder meer BNR Nieuwsradio en Café Kockelmann.
Akkerman groeide op in Haarlem en studeerde na de middelbare school aan de Universiteit Leiden, waar hij een bachelor graad in Latijns-Amerikaanse studies haalde. Ook deed hij in Leiden een minor journalistiek en nieuwe media, hoewel journalistiek nooit tot zijn plannen behoorde. Als onderdeel van zijn opleiding was hij stagiair nieuwsredactie bij BNR Nieuwsradio.
Na zijn studie trad hij in 2020 in dienst bij BNR Nieuwsradio, waar hij tot 2025 werkzaam was, sinds 2022 als politiek verslaggever. Behalve dagelijkse bijdragen in de radioprogramma's, waaronder The Friday Move, maakte Akkerman daar ook de wekelijkse politieke podcast Studio Den Haag.
Vanwege het vertrek van Thomas van Groningen bij Café Kockelmann startte Akkerman in januari 2025 al als politiek verslaggever bij het WNL-programma, hoewel hij pas per 1 april dat jaar bij de omroep in dienst trad.

## Trivia
- Akkerman speelt saxofoon.[2]